# Richmond Pearson Hobson

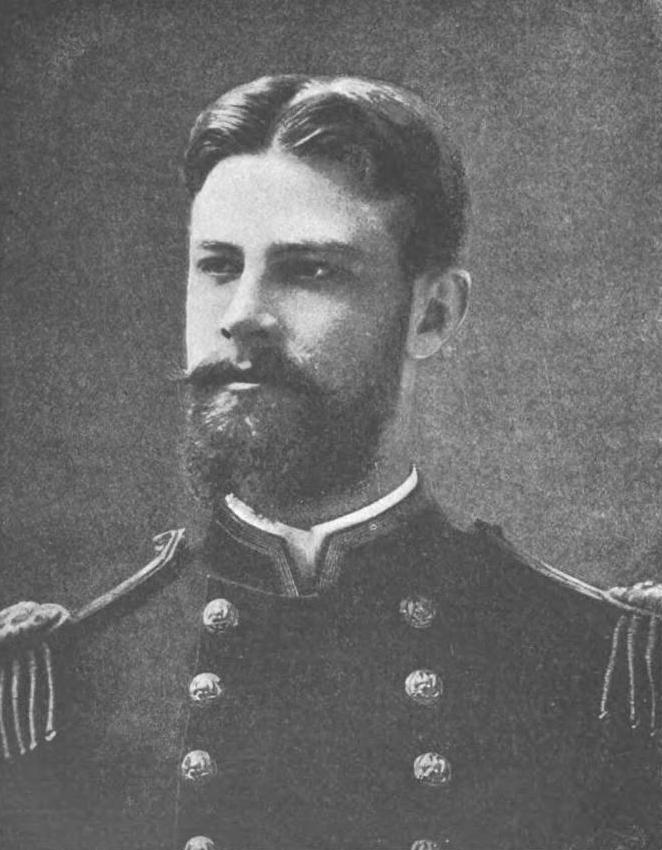
Richmond Pearson Hobson, 1906

Richmond Pearson Hobson (* 17. August 1870 in Greensboro, Hale County, Alabama; † 16. März 1937 in New York City) war ein US-amerikanischer Politiker (Demokratische Partei).

## Werdegang
Richmond Pearson Hobson besuchte Privatschulen und die Southern University. Er graduierte 1889 an der United States Naval Academy und 1893 an der French National School of Naval Design in Paris. Hobson diente von 1885 bis 1903 in der US-Navy. In dieser Zeit war er als Schiffbauingenieur, Schriftsteller und Lektor tätig. Darüber hinaus war er Sonderbeauftragter des Navy Departments bei der Buffalo Exposition von 1901 sowie der Charleston Exposition zwischen 1901 und 1902.
Am 25. Mai 1905 heiratete er Grizelda Houston Hull, Tochter eines Richters, mit der er zwei Söhne und eine Tochter bekam. Die Tochter, Lucia Houston Hull Hobson, heiratete 1938 William Earle Dodge Stokes Jr., den Sohn von Rita Lydig.
Hobson verfolgte ebenfalls eine politische Laufbahn. Er wurde in den 60. US-Kongress gewählt und in die drei nachfolgenden US-Kongresse wiedergewählt. Bei seiner Kandidatur 1916 um eine Nominierung für den 65. US-Kongress erlitt er eine Niederlage. Er war im US-Repräsentantenhaus vom 4. März 1907 bis zum 3. März 1915 tätig.
Danach zog er nach Los Angeles und von dort später nach New York City. Er richtete 1921 die American Alcohol Education Association ein, wo er einer Beschäftigung als Generalsekretär nachging. Dann richtete er 1923 die International Narcotic Education Association ein, wo er die Stellung des Präsidenten innehatte. Danach richtete er 1926 die World Conference on Narcotic Education, wo er als Generalsekretär und Vorsitzender des Direktoriums tätig war. Im nachfolgenden Jahr gründete er die World Narcotic Defense Association, wo er einer Beschäftigung als Präsident nachging.
Hobson wurde 1933 nachträglich die Medal of Honor verliehen, die er sich 1898 für das Versenken des Kohletransporters Merrimac verdiente. Im nachfolgenden Jahr wurde er zum Konteradmiral befördert.
Dann gründete er 1935 die Constitutional Democracy Association, wo er ebenfalls als Präsident tätig war. Er verstarb ein Jahr später in New York City, sein Leichnam wurde dann nach Virginia überführt, wo er auf dem Nationalfriedhof Arlington beigesetzt wurde.

## Ehrungen
- USS Hobson (DD-464), Zerstörer der Gleaves-Klasse wurde nach ihm benannt
- Die Stadt Castine (Texas) wurde zu Hobson umbenannt